# Hieromučedník
Hieromučedník (řecky: ιερομάρτυς) je v církvích byzantského ritu označení pro mučedníka (příp. velkomučedníka), který byl knězem nebo biskupem.

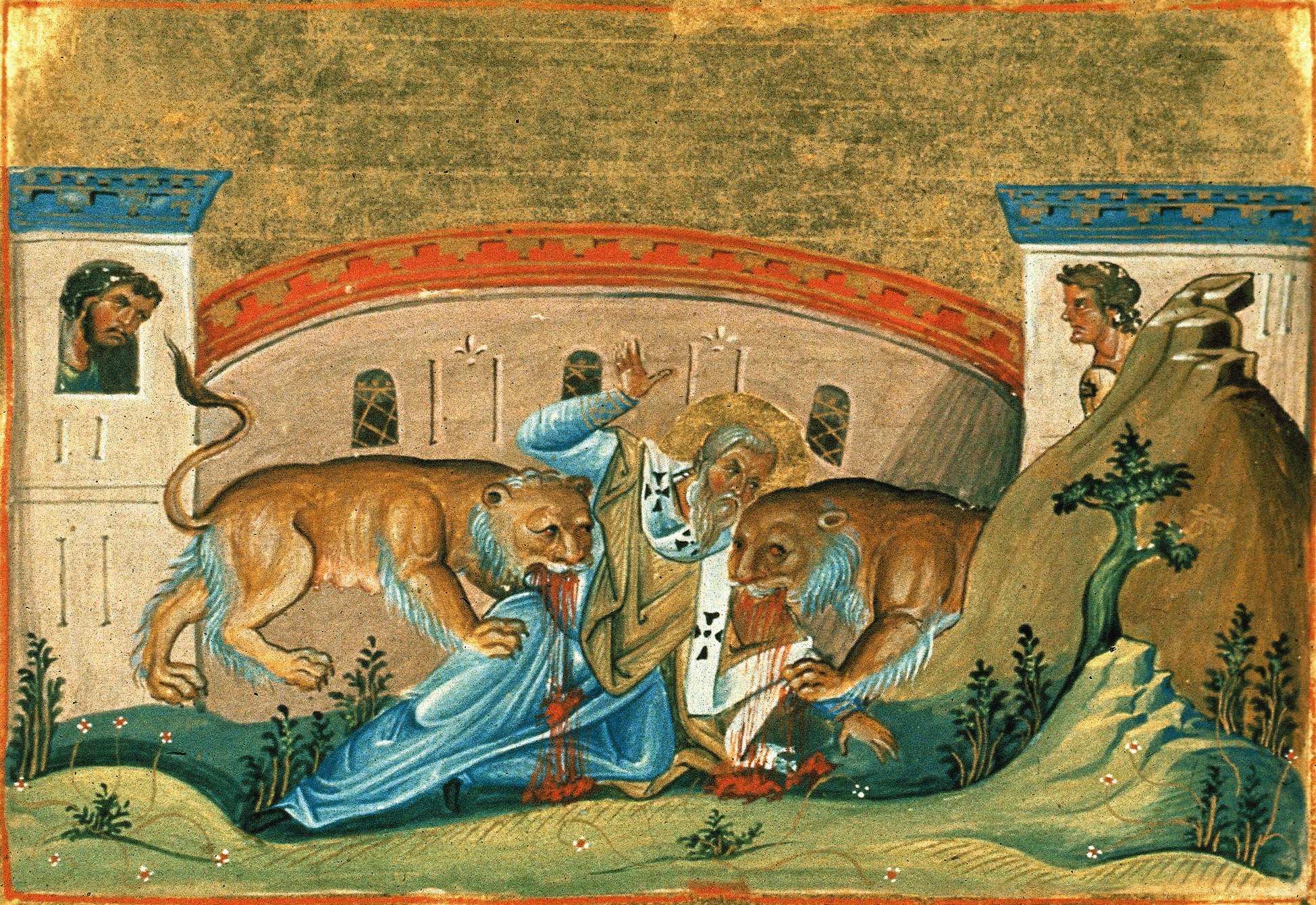
Svatý hieromučedník Ignác z Antiochie

## Charakteristika
Liturgicky jsou hieromučedníci vzpomínáni spolu s ostatními mučedníky. K známým hieromučedníkům patří např. papež Klement I. ale i nový blahoslavení řeckokatolické církve Pavol Peter Gojdič, Vasiľ Hopko a Metoděj Dominik Trčka.

### Souvisejíci články
- Seznam titulů svatých v Pravoslaví